# Heintgesmühle
Die ehemalige Heintgesmühle (auch Heintjesmühle genannt) liegt östlich von Pohlhausen, nördlich von Ostringhausen und südwestlich von Preyersmühle an einem Zulauf des Eschbach in Wermelskirchen in Nordrhein-Westfalen.

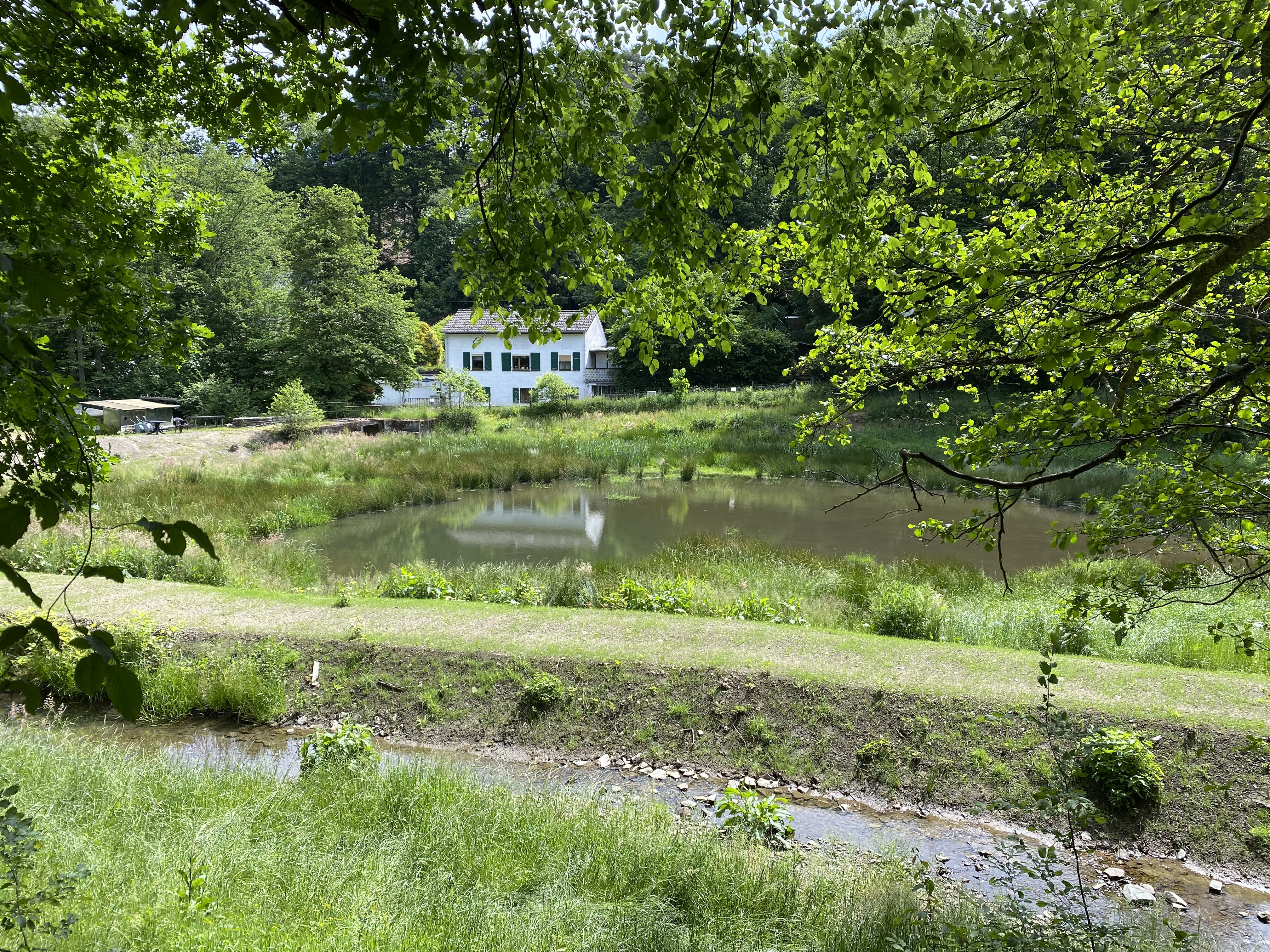
Heintjesmühlenbach am Löwenteich

Erhalten haben sich bis heute einige Wohnhäuser und der ehemalige Mühlenteich, auch Teufels- oder Löwenteich genannt. Dieser Teich diente u. a. den Anwohnern auf der Eich in Wermelskirchen im Sommer als Waschteich und im Winter als Schlittschuh-Fläche. Eine Kartierung der Besitzer der Waschstege am Heintgesmühlenteich liegt vor.

## Geschichte
Die Erstnennung ist vor dem Jahre 1400. In einer undatierten Abgaben-Listen der Kirche zu Wermelskirchen heißt es:

„Item by deym Duvelsdyke der slyfkot eyn punt ungels“

Übersetzt: Ebenso bei dem Teufelsteich der Schleifkotten (gibt) ein Pfund Unschlitt.
1685 Johann Bernhard Franken, Kellner zur Schloss Burg, zahlt von einer Wiese am Teufelsteich gelegen, vier Taler pro Jahr an die Komturei Burg.
1686, am 29. Februar, zahlt der Franken wieder vier Taler Pacht von der Wiese am Teufelsteich und erhält die Genehmigung unterhalb der Wiese am Eiffischen (Eschbach) Bach einen Reckhammer auf seine Kosten zu errichten gegen einen Goldgulden jährlich.
1787, am 18. Januar, für die Heintgesmühle wird der Müller Friedrich Scheffer vor Gericht zitiert und vereidigt. Im Jahre 1805 wird im gleichen Sinne der Müller Heinrich Weber vereidigt.
Im Jahre 1812, Erbteilung Weber zu Käfringhausen und Heintjesmühle, Wert gesamt 5600 Taler, vor Notar Hamm zu Wermelskirchen.
Das Domänengrundstück Langenbrucher Wiese in Wermelskirchen liegt 1816 am Heintges Mühlengraben neben dem Eisenbach(Eschbach) und wird in einer Kartierung eingetragen.
Im Jahre 1829 besitzt Wilhelm Hasenclever die jetzt als Hammer geführte Anlage.
Im Jahre 1854 verkauft Peter Weber an Peter Ehlis den Kataster-Artikel 416 groß 49 Morgen mit Haus in Flur 4 auf der Parzelle 291.
1869 Witwe Peter Ehlis, Julie Straßmann, verkauft an die Söhne Otto und Julius Ehlis Häuser am Schlepenpohl und in Bliedinghausen. Dann den Artikel 104, groß 39 Morgen, in der Dorfhonschaft Wermelskirchen, Heintgesmühle, Haus, Schleifkotten und Schmiede mit dem Handlungsgeschäft, Preis 27.000 Taler.
Im Jahre 1900 besitzt Rudolf Battenfeld die Häuser Nr. 3, 4, Heintgesmühle, Größe des Gutes 30 Morgen.

Heintjeshammer